# Harry Sjögren
Konrad Harry Sjögren, född 27 november 1913 i Borås, död 8 februari 1985 i Göteborg, var en svensk byggherre och företagsledare verksam i Västsverige. Sjögren var född och uppvuxen i Borås där han 1947 grundade sin byggfirma, Harry Sjögren Aktiebolag.

## Harry Sjögren AB
Harry Sjögren AB kom att bygga flera sjukhus, hotell, varuhus och över 3000 lägenheter i Västsverige och var en stor aktör. Stora delar av Borås Centrum är byggda av Harry Sjögren AB med dotterbolag. Huvudkontoret för verksamheten flyttades dock till Göteborg på slutet av 1960-talet. 
1977 avyttrades byggrörelsen till SIAB och Harry Sjögren AB blev helt inriktat på fastighetsförvaltning. Efter Sjögrens död 1985 avyttrades hela fastighetsrörelsen till bolaget Industor som dock kom på obestånd och togs över av kreditgivaren Nordbanken. I samband med rekonstruktionen av Nordbanken efter den svenska finanskrisen i början av 1990-talet togs Harry Sjögren AB över av pantåtervinningsbolaget Securum och blev en del av det nu börsnoterade fastighetsbolaget Castellum. Namnet Harry Sjögren AB lever vidare som namn för de bolag som driver delar av Castellums verksamhet i västkuststäderna. 